# Ribavirina
La ribavirina també coneguda com a virazole és un nucleòsid sintètic la base nitrogenada del qual és la triazolcarboxamida, que actua com a antiviral. La ribavirina es pot administrar per via oral, via tòpica i via inhalatòria.
La ribavirina inhibeix in vitro el creixement de virus tant d'ADN com de'ARN, com mixovirus, paramixovirus, arenavirus, bunyavirus, virus de l'herpes, adenovirus i Poxviridae.

## Mecanisme d'acció
La ribavirina pateix un procés de fosforilació en les cèl·lula infectada utilitzant enzims tissulars com la adenosin cinasa.
La ribavirina monofosfat inhibeix la síntesi de Fosfat de guanosina cíclic, reduint els seus nivells intracel·lulars. La ribavirina trifosfat inhibeix l'enzim mRNA-guanililtransferasa inhibint la síntesi d'ARN missatger víric i també ARN polimerasa. A altes concentracions in vitro també inhibeix la transcriptasa inversa del VIH. En el cas d'hepatitis C exerceix el seu afecte antiviral a través de diversos mecanismes, entre ells mutagénesi letal.

## Reaccions adverses
La ribavirina pot produir anèmia macrocítica, alteracions neurològiques i gastrointestinals. Per via inhalatòria pot produir irritació conjuntival i erupcions cutànies. Per via intravenosa anèmia, augment de la bilirubina, ferro i àcid úric.
No es recomana durant l'embaràs per la seva capacitat teratogènica.

## Indicacions
- Grip: Per via inhalatòria en la grip de menys de 24 hores d'evolució en persones d'alt risc, en disminuir les complicacions pulmonars.
- Virus sincicial respiratori: En la bronquiolitis infantil del VSR en la seva fase inicial, en general només en casos més greus
- Febre de Lassa.
- Hepatitis C: Juntament amb interferó pegilat alfa-2a o alfa-2b.[5]